# Capitano di corvetta
Cet article possède un paronyme, voir Capitaine de corvette.

insigne du capitano di corvetta

Capitano di corvetta (capitaine de corvette en français) est un grade militaire italien.

## Description
Il s'agit d'un grade d'officier dans la Marina militare, la marine militaire italienne. Il est situé entre le tenente di vascello (en) et le  capitano di fregata. Selon la classification de l'OTAN, c'est un grade OF-3, il trouve donc son équivalent chez les capitaines de corvette des marines française, belge et canadienne ou les lieutenant commander des marines britannique et américaine. 

## Sources
- Stanag 2016, OTAN